# CNR Media
CNR Media於2010年成立，由台灣電視劇製作公司可米瑞智（英語：Comic-ritz）和韓國Roy Media共同創立的合資公司，前公司藝人有SS501團員朴政珉，現無線上活動的藝人。
2012年4月12日，爆發朴政珉與CNR Media的合約糾紛；同年7月30日，首爾中央地方法院第50民事部對朴政珉提出停止與CNR Media簽訂的專屬合約效力的申請，判決朴政珉勝訴。

## 外部連結
- 朴政珉前經紀公司不服法院判決 決定抗訴（页面存档备份，存于）-韓星網-2012-08-09